# USS Virginia (SSN-774)
El USS Virginia (SSN-774) es un submarino nuclear de la Armada de los Estados Unidos en servicio desde 2004. Es líder de la clase Virginia.

## Construcción
Ordenado a General Dynamics el 30 de septiembre de 1998, su construcción en Groton, Connecticut; inició con la puesta de quilla el 2 de septiembre de 1999. Fue botado el 15 de agosto de 2003 siendo amadrinado por Lynda Johnson Robb, esposa del gobernador Robb. Entró al servicio el 23 de octubre de 2004. Su apostadero es la base naval de Nueva Inglaterra.

## Nombre
Su nombre honra al estado de Virginia.